# Luciano Paut y Fajardo
Luciano Paut y Fajardo (1783-1854) fue un residente de San José, Costa Rica. Originario de Cartago, desempeñó varios cargos públicos y administrativos documentados: fue Alcalde de San José, elegido Primer Magistrado de la primera Corte Superior de Justicia, y nombrado primer Tesorero de la Universidad de Santo Tomás en su fundación. También consta que administró una taquilla. Estas actividades tuvieron lugar en el contexto de los primeros años de Costa Rica tras su independencia y durante la formación de sus instituciones republicanas.

## Biografía y primeros años
Luciano Paut nació alrededor de 1783 en Cartago. Sus padres eran Antonio Anillo y Pao y Antonia Fajardo y Sarmiento de Sotomayor, descendiente del Gobernador español Juan Francisco Sáenz-Vázquez de Quintanilla y Sendín de Sotomayor. Algunas fuentes indican que "vino de Nicaragua". Esto debe significar que vivió en Nicaragua durante un tiempo, antes de regresar a Costa Rica. Esto es evidente, ya que se casó con su primera esposa en Nicaragua en 1815. Al establecerse en San José antes de 1827, Paut se convirtió en dueño de "muchas propiedades en el centro de San José".

## Vida pública y profesional

### Liderazgo en el gobierno municipal de San José
Paut fue elegido como Alcalde de San José en el año 1827. Su mandato coincidió con los esfuerzos iniciales por organizar la administración urbana y sentar las bases para el crecimiento de la ciudad.
Una muestra de su gestión es el informe que remitió al Jefe Político Superior el 12 de febrero de 1827. En este documento oficial, Paut detalla la situación de San José, reportando un clima de "quietud y tranquilidad pública". Informa sobre mejoras en las artes y manufacturas, y un notable "adelantamiento" en la industria, el comercio y la agricultura, impulsado por la libertad de comercio y la actividad en el puerto de Puntarenas. Destaca la creciente importancia de cultivos como el café (cuya cosecha se había duplicado), el dulce (panela), el maíz, el azúcar y los frijoles, cuya producción apenas satisfacía la demanda local y la exportación. El informe también aborda el aumento de la población, la buena salud pública, la existencia de dieciséis escuelas primarias en los barrios más la escuela general en la Casa de Santo Tomás, y las obras de infraestructura vial y edilicia, como el proyecto de construcción de un cuartel. Este informe ofrece una perspectiva sobre San José en esa época, bajo la administración de Paut.

### Participación en el poder judicial naciente
En los esfuerzos por establecer un sistema judicial independiente, Luciano Paut también tuvo un papel. En el proceso de conformación de la primera Corte Suprema de Justicia de Costa Rica, fue elegido el 2 de agosto de 1827 para ocupar el cargo de Primer Magistrado. Aunque esta primera estructura de la Corte tuvo una duración limitada (disolviéndose a fines de 1827), su nombramiento como uno de sus miembros indica su participación en el gobierno durante su mandato como alcalde.

### Contribución a la fundación de la Universidad de Santo Tomás
Luciano Paut también estuvo involucrado en la fundación de la Universidad de Santo Tomás. Antes de su creación, los costarricenses que aspiraban a estudios avanzados debían viajar a universidades en León (Nicaragua) o San Carlos (Guatemala). La inauguración de la universidad el 21 de abril de 1844 involucró a muchos de los políticos costarricenses, incluyendo a Paut.
En la primera Dirección de Estudios de la institución, Luciano Paut fue designado como Tesorero. Este puesto le confería la responsabilidad de administrar los recursos financieros de la naciente universidad, trabajando junto a figuras intelectuales y políticas de primer orden como el Rector Pbro. Dr. Juan de los Santos Madriz, el Dr. José María Castro Madriz (Primer Director), y los directores Br. José María Zeledón, Br. Vicente Herrera y Br. Nicolás Gallegos.

### Actividades económicas
Adentro de San José, Paut también participó en otras actividades económicas. Un registro del 17 de abril de 1848 lo menciona como administrador de una taquilla, posiblemente un puesto relacionado con la recaudación de impuestos, peajes o tasas de mercado, para el cual necesitó presentar como fiador al Presbítero Cecilio Umaña Fallas.
Paut también vendió fotos daguerrotipos según un anuncio publicado en La Gaceta en 1853. El viajero y escritor alemán Wilhelm Marr informaba sobre la venta de un "aparato completo de Daguerrotipo, con 150 placas, y los quimicales necesarios". Indicaba a los interesados que podían dirigirse a la "casa de D. Luciano Paut, calle de la Puebla". La residencia de Paut fue uno de los primeros lugares dónde la gente podía comprar los daguerrotipos.

## Vida personal y fallecimiento
Luciano Paut se casó 2 veces, y tenía muchos hijos, reflejada en los varios testamentos que hizo durante su vida.
Su primera esposa fue Ana Antonia Belmonte, y con ella tuvo dos hijos. Antonia Belmonte falleció antes de septiembre de 1830, fecha en que Luciano Paut ya se declara viudo de ella en su testamento.
Contrajo segundas nupcias con Manuela Alcázar Umaña (nacida en 1808 y fallecida hacia 1881). Manuela era hija de Policarpo Alcázar y Gabriela Umaña. De este matrimonio nacieron siete hijos, indicados en los testamentos de varios años. Documentos obtenidos en San José indican que falleció el 14 de enero de 1854, a la edad de 71 años. Le sobrevivieron su esposa, sus hijos y otros descendientes.

## Legado e influencia
Luciano Paut participó en diversas esferas de la sociedad costarricense durante la primera mitad del siglo XIX. Fue recordado por su tiempo sirviendo como Alcalde de San José, su elección como Magistrado en la conformación inicial de la Corte Suprema de Justicia, y su tiempo como primer Tesorero de la Universidad de Santo Tomás. Dejó un impacto en San José y jugó un papel en el desarrollo de la ciudad durante el siglo XIX a pesar de su oscuridad.